# Trouvelot (cráter)

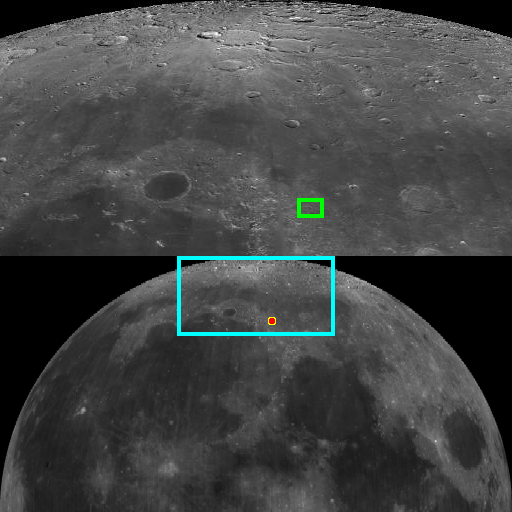
Trouvelot sobre el globo lunar

Trouvelot es un cráter de impacto lunar localizado al sur del Mare Frigoris. Es una formación en forma de cuenco con un albedo mayor que su entorno.
|  |

El borde es aproximadamente circular, pero algo desigual. No se ha erosionado significativamente por impactos posteriores. El cráter se encuentra a menos de 10 kilómetros al sur de la formación del cañón denominado Vallis Alpes.

## Cráteres satélite
Por convención estos elementos son identificados en los mapas lunares poniendo la letra en el lado del punto medio del cráter que está más cercano a Trouvelot.
|           | \| Trouvelot \| Coordenadas \| Diámetro \| \| --------- \| -------------------------- \| -------- \| \| G \| 47°30′N 0°24′E / 47.5, 0.4 \| 5 km \| \| H \| 49°48′N 4°30′E / 49.8, 4.5 \| 5 km \| |          |
| Trouvelot | Coordenadas | Diámetro |
| G         | 47°30′N 0°24′E / 47.5, 0.4 | 5 km     |
| H         | 49°48′N 4°30′E / 49.8, 4.5 | 5 km     |